# Crescent Springs
Crescent Springs är en ort i Kenton County, Kentucky, USA. År 2000 hade orten 3 931 invånare. Den har enligt United States Census Bureau en area på 3,7 km², allt är land.